# Atalantia (schelp)
Atalantia is een uitgestorven geslacht van tweekleppigen uit de  familie van de Myophoriidae.

## Soort
- Atalantia trigonioides Termier & Verriez, 1973 †